# Benin ai Giochi della XXIV Olimpiade
Il Benin partecipò ai Giochi della XXIV Olimpiade, svoltisi a Seul, Corea del Sud, dal 17 settembre al 2 ottobre 1988, con una delegazione di 7 atleti impegnati in due discipline. Portabandiera alla cerimonia di apertura fu la velocista Félicite Bada, unica donna della rappresentativa beninese. Non furono conquistate medaglie. 